# About Cherry
About Cherry es una película dramática de 2012 que supuso el debut como director de Stephen Elliott. Se basa en un guion escrito por Elliott y la veterana de la industria del porno Lorelei Lee. Está protagonizada por Ashley Hinshaw y James Franco. El proyecto se filmó en San Francisco y se estrenó en el Festival Internacional de Cine de Berlín de 2012.

## Sinopsis
Angelina (Ashley Hinshaw) es una joven de 18 años, a punto de terminar el instituto, que accede a la sugerencia de su novio de hacerse una sesión de fotos por dinero. Con lo ganado decide marcharse con su mejor amigo (Dev Patel) a San Francisco. Allí conoce al abogado francés (James Franco), que le enseña un mundo de glamour, fiestas y drogas, al tiempo que comienza a introducirse en la industria del cine pornográfico de la ciudad californiana de la mano de Margaret (Heather Graham), una antigua actriz porno que ahora es directora.

## Reparto
- Ashley Hinshaw - Angelina / Cherry
- James Franco - Francis
- Dev Patel - Andrew
- Heather Graham - Margaret
- Lili Taylor - Phyllis
- Diane Farr - Jillian
- Megan Boone - Jake
- Vincent Palo - Paco
- Jonny Weston - Bobby
- Ernest Waddell - Vaughn
- Sensi Pearl - Vikki
- Maya Raines - Jojo
- Verónica Valencia - Amber